# Det Som Engang Var
Det Som Engang Var – drugi album norweskiego projektu Burzum, wydany w 1993. Tytuł, tłumaczony z norweskiego, znaczy „To, co kiedyś było”. 

## Okoliczności powstania
Utwory znajdujące się na tej płycie powstały, podobnie jak wszystkie inne kompozycje z pierwszych czterech płyt Burzum w czasie od stycznia 1991 do marca 1992. Nagrania zostały zarejestrowane w Grieghallen Studios w kwietniu 1992 roku. Producentem był Pytten. Płyta została wydana w sierpniu 1993 pod szyldem Cymophane Production, gdyż Varg nie chciał, by ukazała się w wydawnictwie Deathlike Silence Productions, kierowanym przez jego dawnego przyjaciela, Euronymousa, którego zamordował w tym samym czasie. Jej reedycji w 1994 dokonało Misanthropy Records.
Pierwotny tytuł albumu miał brzmieć På svarte troner, jednak ostatecznie został zmieniony. Kompozycja Det som engag var nie znalazła się jednak na nim, pojawiła się dopiero na czwartej płycie Burzum - Hvis Lyset Tar Oss. Okładka albumu wzorowana była na okładce przygody do gry rpg Advanced Dungeons & Dragons zatytułowanej Świątynia pierwotnego zła. Drzewo, które znajduje się w jej dolnej części, pojawiło się na okładce debiutanckiego albumu Burzum. Dwie kompozycje z tego albumu - Key to the Gate i Snu mikrokosmos tegn zostały przez Varga nagrane jeszcze raz wiele lat później i pojawiły się na płycie From the Depths of Darkness. W załączonej do płyty książeczce znalazł się rysunek przedstawiający Odyna podpisany So edel wie der alt-germanische Mensch, so edel war seine Kunst. Sie verwirklicht die Traueme auf dieser Welt (dosł. „Tak jak szlachetny był dawny germański człowiek, tak szlachetna była jego sztuka. Ona realizowała marzenia tego świata”). Był to nieco zmieniony cytat z broszury SS zatytułowanej Untermensch (Podczłowiek), w oryginale zamiast słów stary germański znajdowało się aryjski.

## Muzyka
Na Det Som Engang Var znalazło się osiem kompozycji, w większości utrzymanych w stylu typowym dla norweskiego black metal. Varg kontynuował tu drogę, którą obrał na pierwszej płycie, tworząc dość długie i raczej proste kompozycje utrzymane w powolnych tempach. Utwory stały się bardziej spójne, ale jednocześnie pojawiły się tu także kolejne eksperymenty. Han som reiste (Ten, który podróżuje) zagrany wyłącznie na instrumentach klawiszowych, przypomina nagrania z płyty Dauði Baldrs. Zamykający płytę Svarte troner to z kolei psychodeliczna kompozycja, gdzie wymieszano najróżniejsze dźwięki i odgłosy. 

## Lista utworów
Opracowano na podstawie materiału źródłowego.
| Nr | Tytuł utworu           | Długość |
| -- | ---------------------- | ------- |
| 1. | „Den onde kysten”      | 2:20    |
| 2. | „Key to the Gate”      | 5:14    |
| 3. | „En Ring til å herske” | 7:10    |
| 4. | „Lost Wisdom”          | 4:38    |
| 5. | „Han som reiste”       | 4:51    |
| 6. | „Når himmelen klarner” | 3:50    |
| 7. | „Snu mikrokosmos tegn” | 9:36    |
| 8. | „Svarte troner”        | 2:16    |
|    |                        | 39:55   |

## Twórcy
Opracowano na podstawie materiału źródłowego.
- Varg "Count Grishnackh" Vikernes - śpiew, gitara, gitara basowa, perkusja, instrumenty klawiszowe, produkcja
- Eirik "Pytten" Hundvin - produkcja, realizacja
- Øystein "Euronymous" Aarseth - gościnnie gong (utwory 1, 8)
- Jannicke Wiese-Hansen - oprawa graficzna